# یوجین برد
یوجین برد (انگلیسی: Eugene Byrd؛ زادهٔ ۲۸ اوت ۱۹۷۵) یک هنرپیشه، تهیه‌کننده، و بازیگر سینما اهل ایالات متحده آمریکا است.

## فیلم‌شناسی
از فیلم‌ها یا برنامه‌های تلویزیونی که وی در آن نقش داشته است می‌توان به ۸ مایل، آناکونداها: شکار ارکیده خونین، مرد مرده، اعتراف‌کن و ریل‌ها و پیوندها اشاره کرد.